# Rønsdam
Rønsdam (deutsch: Rönsdam; oder auch: Rönsdamm) ist ein dänischer Ort an der deutsch-dänischen Grenze, der zur Bov Sogn gehört, bei dem sich ein nach dem Ort benannter Grenzübergang befindet.

## Geschichte
Das Präfix Røn- geht auf den Pflanzennamen dän. „røn“ für Mehlbeeren zurück. Möglich ist auch eine Deutung zu dem in den jütländischen Dialekten verbreiteten „røn“ für Stein bzw. Steingrund (vgl. altnord. hraun für steinigen Boden). Das Suffix -dam(m) des Ortsnamens verweist offensichtlich auf einen Teich oder Stauteich. Das offenbar alte germanische Wort entspricht dem dänischen Wort dam – Teich. Ungefähr im 12. Jahrhundert wurde wohl der Krumme Weg angelegt, welcher die Stadt Flensburg im Norden mit dem Ochsenweg (einem Hauptverkehrsweg des Mittelalters) bei Bov verband. Mitte des 14. Jahrhunderts wurde am Krummen Weg, 800 Meter südlich des heutigen Rønsdams, die Burg Niehuus errichtet. Nutzer des Weges mussten bis zur Zerstörung der Burg im Jahr 1431 Zoll entrichten. Die heutige Wegverbindung, vom Burgplatz nach Rønsdam, ist Teil dieses historischen Weges.
Auf einer Karte des Großraums Flensburg aus dem Jahr 1863 war das kleine „Rønsdam“ unter dem Namen „Rönsdamm“ bereits zu finden. Eine detailliertere Gebietskarte von 1904 stellte Rønsdam schon als eine kleine Siedlung aus wenigen Gebäuden dar. Das nordwestliche Bau war damals schon stärker baulich entwickelt, besaß aber noch nicht die heutige Ausdehnung. Das südöstlich gelegene Padborg bestand damals noch aus einer verhältnismäßig kleinen Siedlung an der Bahnstrecke Richtung Norden. Ähnlich groß entwickelt wie Bau war im Übrigen damals auch das westlich von Padborg gelegene Frøslev. Nach der Volksabstimmung 1920 wurde das damals wohl noch landwirtschaftlich geprägte „Rønsdam“ zu einem Grenzort. Erst Jahrzehnte nach dem Zweiten Weltkrieg wurden am westlichen Zufahrtsweg nach Rønsdam, dem Rønsdamvej, Einfamilienhäuser errichtet. Ein Großteil der besagten Häuser entstand am westlich gelegenen Anfang des Weges, also jenseits des ursprünglichen Rønsdams. Dort, am Anfang des Weges, liegt direkt südlich heutzutage zudem der Rønshavevej, an dem ebenfalls zahlreiche Einfamilienhäuser errichtet wurden.

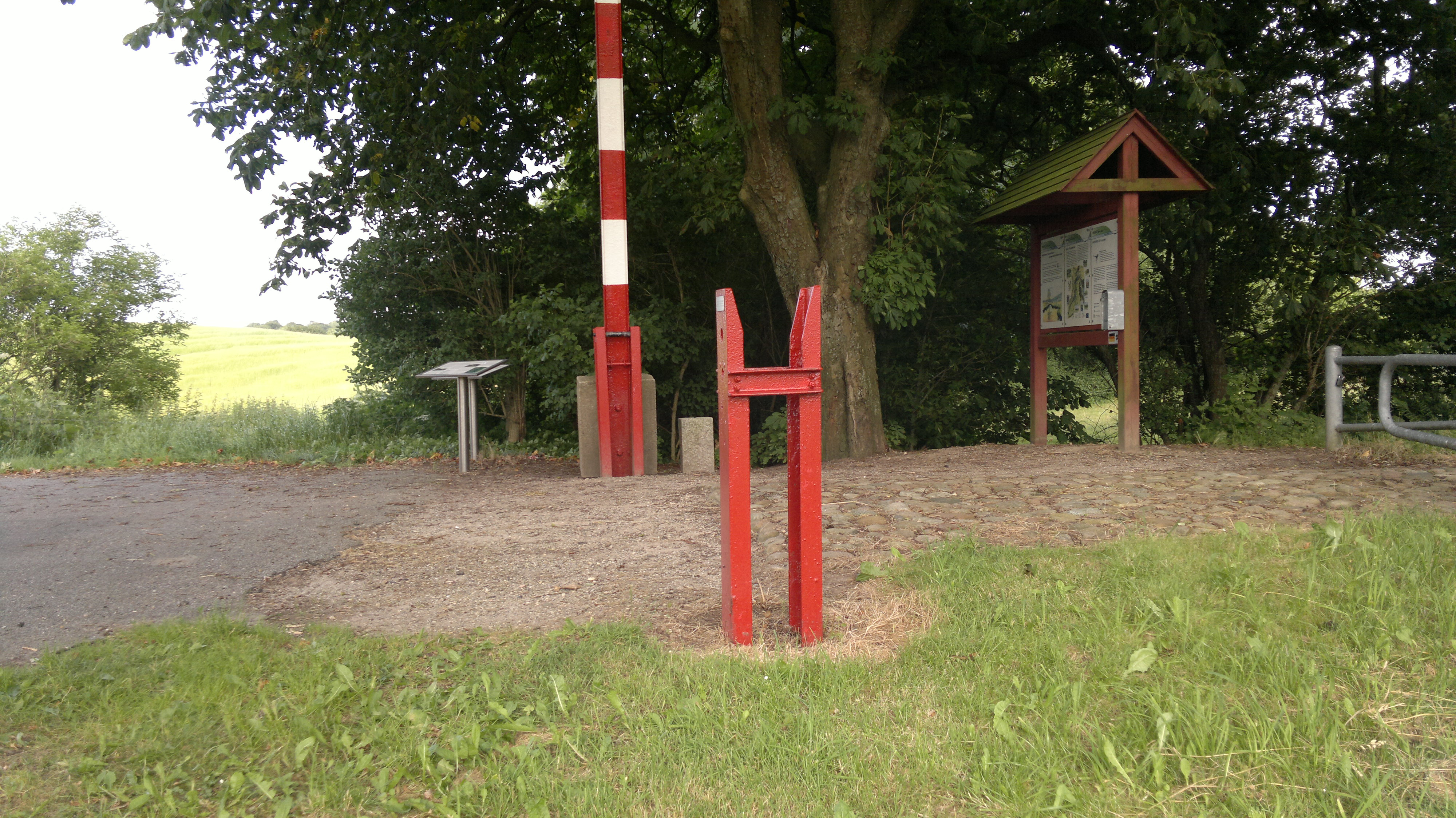
Grenzübergang Rønsdam, 2013.

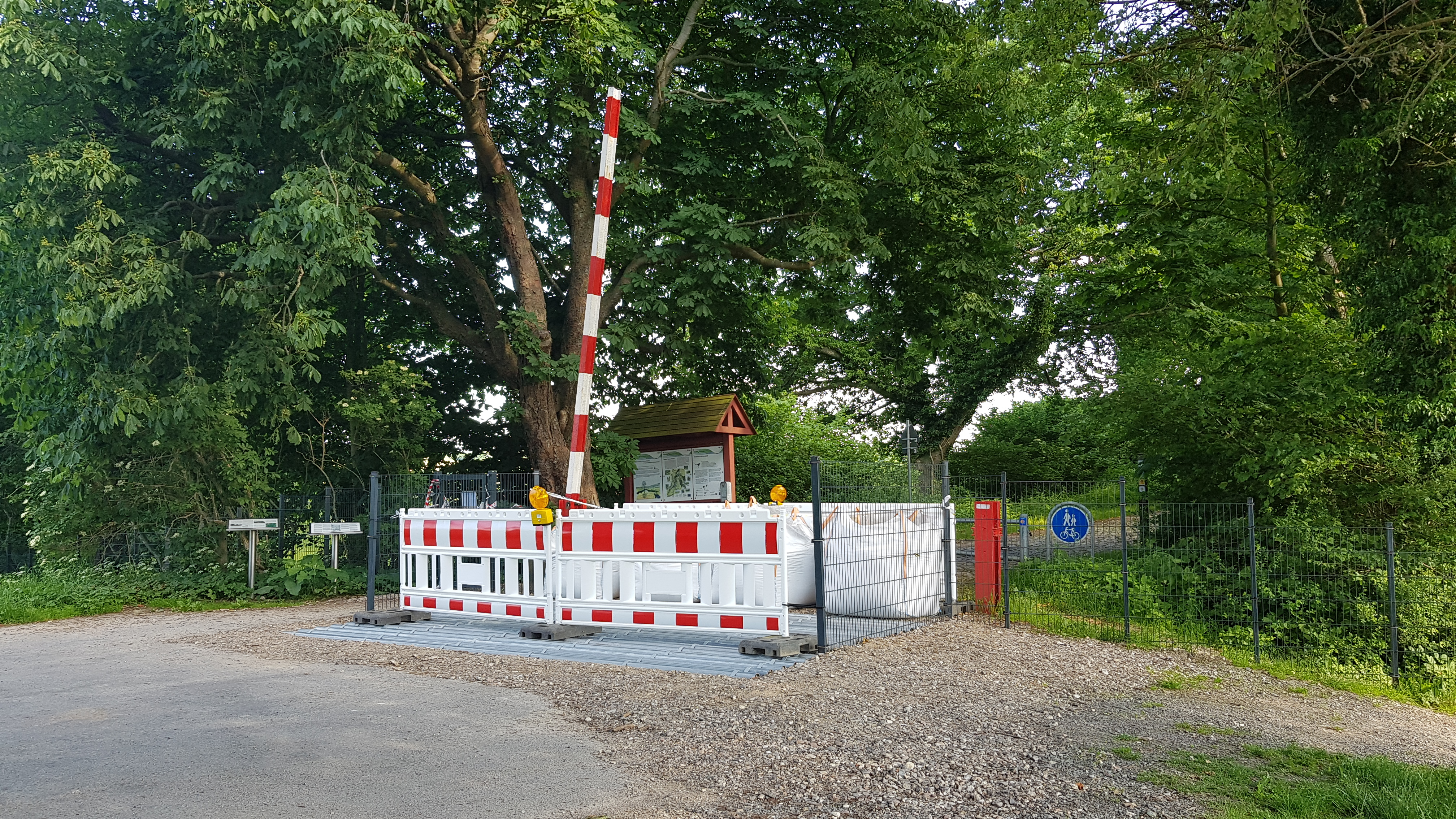
Absperrung des Grenzübergangs während der Corona-Pandemie 2020

## Grenzübergang Rønsdam
Der Grenzübergang entstand nach der Grenzziehung Anfang der 1920er Jahre. Offensichtlich wurde sodann am Grenzübergang der Grenzstein Nummer 32 aufgestellt. Auf einen Schlagbaum wurde zunächst bei der Einrichtung des Grenzüberganges verzichtet. Erst zwischen 1935 und 1939 wurde ein solcher gesetzt. Zu Beginn des Zweiten Weltkrieges wurde der Grenzübergang geschlossen. Auch nach dem Ende des Krieges blieb er von dänischer Seite geschlossen. Der deutsche und dänische Grenzschutz sowie das Militär achteten auf den Grenzübergang, der aber auf Grund seiner abgelegenen Lage kaum die Möglichkeit eines unerlaubten Grenzübertrittes bot. 1956 wurde der Grenzübergang für einen eingeschränkten Personenkreis, beispielsweise der örtlichen Feuerwehr, dauerhaft geöffnet.
In Folge des Schengener Abkommens wurde 2001 der „Grenzübergang Rønsdam“ für sämtliche Fußgänger und Radfahrer feierlich geöffnet. Als Ende 2019 der dänische Wildschweinzaun auch zwischen Niehuus und Rønsdam gezogen wurde, erhielt der „Grenzübergang Rønsdam“ eine Fußgängerpforte. Die wahrgenommene abgrenzende und trennende Wirkung des errichteten „Grenzzaunes“ stieß auf lokale Kritik.

## Verschiedenes
- Der historische Krumme Weg wurde bei Rønsdam im Jahr 1975 wieder freigelegt. Seine Pflasterung entstand vermutlich in der Regierungszeit Christians IV., also zwischen 1588 und 1648. 2001, anlässlich der Grenzöffnung im Rahmen des Schengen Abkommens, wurde auch auf deutscher Seite ein angrenzendes Teilstück des Krummen Weges wieder originalgetreu hergestellt.[25][26]
- Der Wanderweg Gendarmstien verläuft des Weiteren durch Rønsdam.[27][28]
- Beim Grenzübergang bei Rönsdam, wurde eine „Erdtelefon-Verbindung“ eingerichtet, mit deren Hilfe Nutzer kommunizieren können. Sowohl auf dänischer wie auch auf deutscher Seite stehen ein „Erdtelefon“ in Gestalt eines großen Trichters. Die beiden Erdtelefone sind durch ein Rohr, das unter der Grenze verläuft, verbunden.[29][30][31]

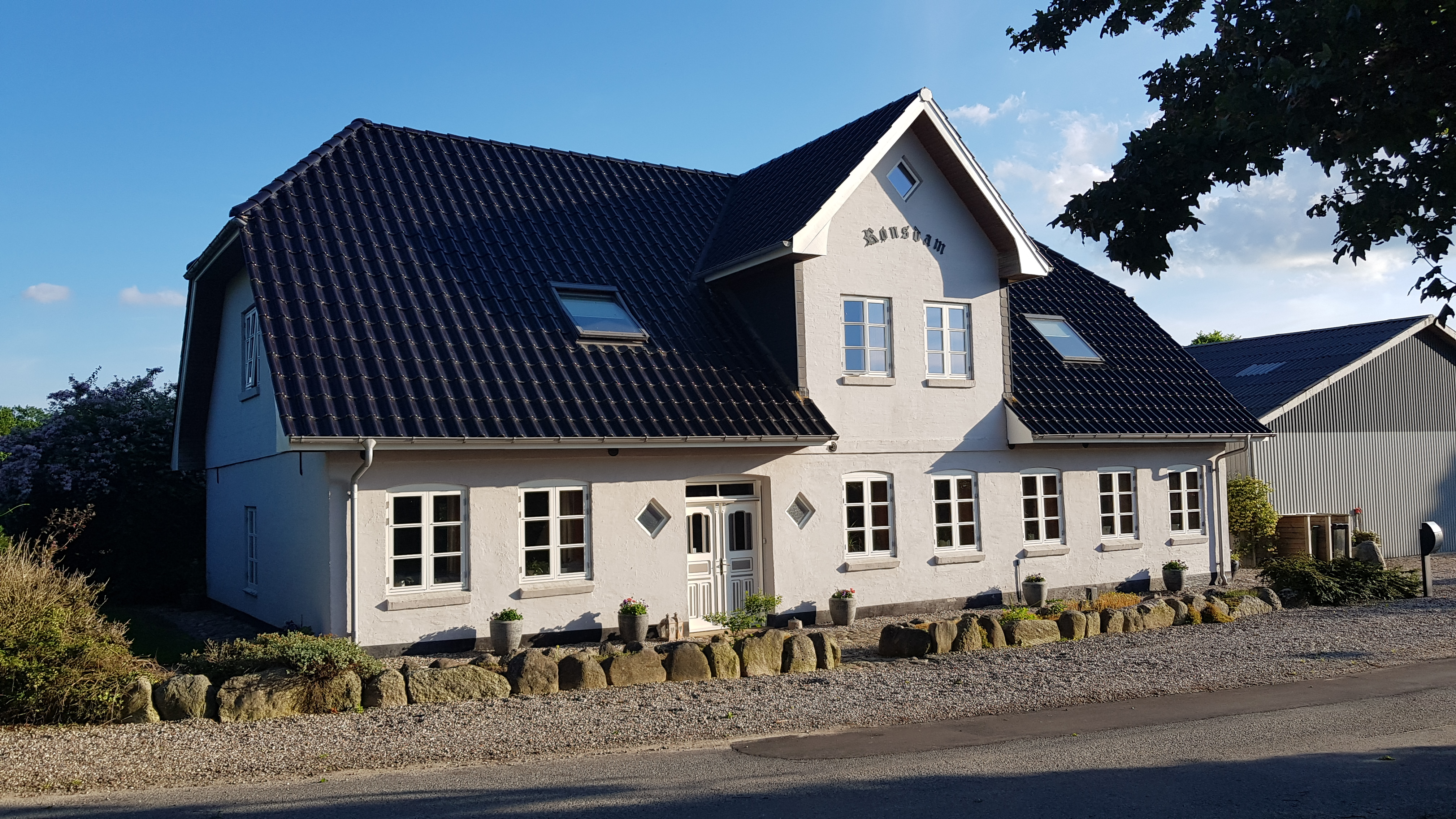
Haus mit der Adresse Rønsdam Nr. 18
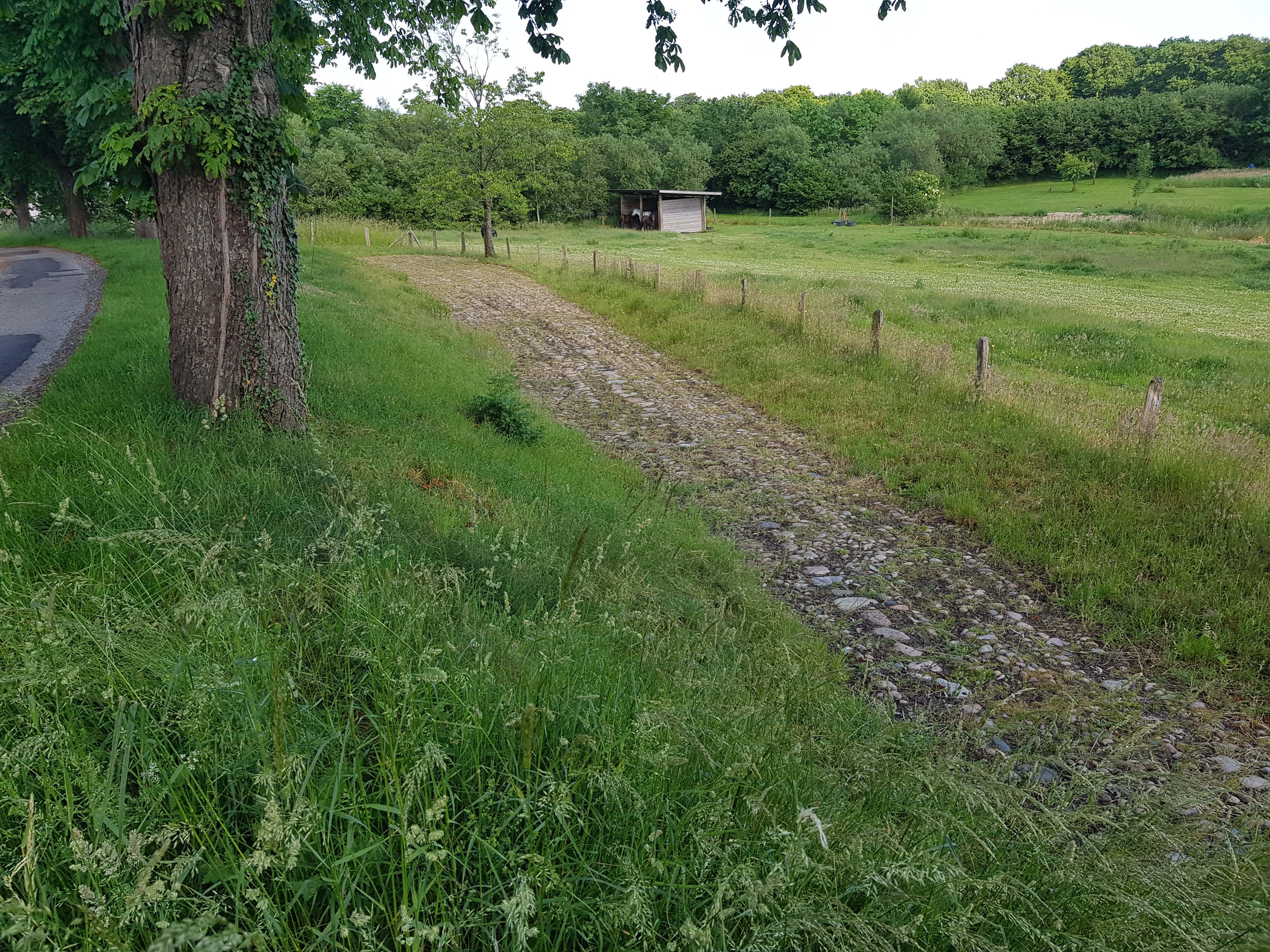
Der Krumme Weg